# Municipio de Long Acre
El municipio de Long Acre (en inglés: Long Acre Township) es un municipio ubicado en el  condado de Beaufort en el estado estadounidense de Carolina del Norte. En el año 2010 tenía una población de 9.185 habitantes.

## Geografía
El municipio de Long Acre se encuentra ubicado en las coordenadas 35°32′43.59″N 76°57′6.81″O / 35.5454417, -76.9518917.